# 李衷純
李衷纯（1564年—1639年），字玄白，浙江嘉興人，明朝政治人物。

## 生平
萬曆四十年（1612年）壬子科順天鄉試舉人，選授揚州府如皋知縣，升南京工部主事，轉兵部车驾司員外郎。出爲福建邵武府知府，官至兩淮鹽運使，致仕。崇祯十二年己卯六月二十日卒，年七十六，有《激楚齋草》。

## 家族
父李敷，贈奉政大夫。前母徐氏，母张氏，俱贈宜人。妻吕氏，贈宜人，子李光垓，孫李鏡。